# Mémoires
«Mémoires» (англ. Mémoires) — книга, изданная в 1959 году французским художником и режиссёром Ги Дебором в сотрудничестве с датским художником Асгером Йорном. Второй совместный труд двух членов Ситуационистского интернационала.

## История
Книга представляет собой работу в области психогеографии; описывает период жизни Дебора, когда он был в процессе выхода из леттризма и создания своего первого шедевра — фильма «Завывания в честь де Сада» (фр. Hurlements en faveur de Sade, 1952).
Книга Дебора со «структурными конструкциями» Асгера Йорна содержит 64 страницы, имеющих три раздела:
- «Июнь 1952»;
- «Декабрь 1952»;
- «Сентябрь 1953».

Каждая страница состоит из двух слоёв: на первом отпечатаны черным цветом цитаты, а также текстовые вырезки и иллюстрации из газет и журналов (карты Парижа и Лондона, иллюстрации осадной войны, репродукции старых мастеров), а поверх них красками в хаотичном порядке нанесены цветные пятна (подобно чернильным брызгам и кляксам), которые иногда соединяют текст и цвет, а иногда являются совершенно несвязанными. Эти коллажи дезориентируют читателя, тем самым призывая его сосредоточиться.
Ещё одним необычным решением книги является её обложка, сделанная из наждачной бумаги, которая, по задумке её авторов, должна портить другие книги, стоящие на одной полке рядом с этим произведением.
Первоначально была издана в 1959 году институтом Jorn’s Edition Bauhaus Imaginiste в Копенгагене. Была переиздана Jean-Jacques Pauvert aux Belles Lettres в 1993 году и издательством Éditions Allia в 2004 году.

## Fin de Copenhague
Так называется первый совместный труд художников. Автором считается Асгер Йорн, а Деборд значится как «технический советник». Книга также была напечатана в копенгагенском издательстве Permild and Rosengreen, при участии Jorn’s Edition Bauhaus Imaginiste в мае 1957 года. Была переиздана Éditions Allia в 2001 году.
Её стиль во многом сходен с Mémoires. Страницы книги включают текст на французском, немецком и датском языках. Иллюстрирована этикетками пивных бутылок, виски и сигарет; изображениями самолетов и океанских лайнеров; кадрами из мультфильмов; картами Копенгагена. Каждая страница покрыта вторым слоем цветных капель чернил, большинство из которых идут справа налево, подчеркивая направление чтения книги от начала до конца.
Книга заканчивается текстом:

Спешите! Спешите! Спешите! Расскажите нам не более чем в 250 словах, почему ваша девушка — самая милая девушка в городе.
Оригинальный текст (англ.)Hurry! Hurry! Hurry! Tell us in not more than 250 words why your girl is the sweetest girl in town.